# Platysphinx constrigilis
Platysphinx constrigilis là một loài bướm đêm thuộc họ Sphingidae. Nó được tìm thấy ở Châu Phi.
Chiều dài cánh trước là 55–65 mm. Màu nền của cánh trước là nâu hơi xanh là cây với các đốm đậm hơn.

## Phụ loài
- Platysphinx constrigilis constrigilis (forests from Cameroon to Angola, the Congo, Uganda và miền tây Kenya)
- Platysphinx constrigilis lamtoi Pierre, 1989 (Ivory Coast)